# Příbor
Příbor ([ˈpr̝̊i:bor], tyska: Freiberg in Mähren) är en stad i Mähren-Schlesien i Tjeckien. Den har 8 466 invånare (2016).
Příbor är känt som staden där Sigmund Freud, psykoanalysens fader, föddes.